# Fowler, Preston & Company
Fowler, Preston & Company Ltd. war ein britisches Unternehmen im Bereich Maschinenbau. Zeitweise entstanden auch Automobile.

## Unternehmensgeschichte
George Perry gründete 1758 in Liverpool ein Lagerhaus. Daraus entstand später das Unternehmen Phoenix Foundry. William Fawcett kaufte 1794 das Unternehmen und benannte es in Fawcett & Co. um. Um 1820 wurde daraus Fawcett, Preston. 1907 lautete die Firma Fowler, Preston & Company Ltd. Zwischen 1907 und 1909 stellte das Unternehmen Automobile her. Der Markenname lautete Fawcett-Fowler. 1935 erfolgte der Umzug nach Bromborough. 1947 oder 1948 übernahm Metal Industries Group.

## Fahrzeuge
Im Angebot standen Dampfwagen. Das Modell 20/25 HP hatte einen Vierzylindermotor unter der Motorhaube und den Boiler oberhalb der Hinterachse. Der offene Tourenwagen bot Platz für fünf Personen. Der runde Kondensator an der Fahrzeugfront der ersten Fahrzeuge erinnerte an den runden Kühlergrill mancher Benzinautos wie z. B. von Delaunay-Belleville. Später ähnelte die Front Fahrzeugen von der Daimler Motor Company.
Für das Modell 12 HP war eine Reichweite von etwa 240 km angegeben.